# السفيرة عزيزة (فلم)
السفيرة عزيزة هو فيلم مصري عرض عام 1961، بطولة شكري سرحان وسعاد حسني، ومن إخراج طلبة رضوان.

## قصة الفيلم
ينتقل أحمد المدرس للسكن في شقة يمتلكها عباس الجزار الجشع سليط اللسان، يقع أحمد في حب عزيزة شقيقة عباس، وينجح أحمد في كسب ثقة الجزار، فيزوجه من شقيقته، ولكنها تقوم بعد الزواج بالإلحاح على زوجها من أجل أن يطالب عباس بنصيبها من الميراث، لتنشأ الخلافات بينهم.

## عنوان الفيلم
عنوان الفيلم مستمد من شخصية الفتاة الجميلة في قصص وحكايات «صندوق الدنيا» الذي كان سائداً في أحياء القاهرة القديمة قبل السينما المصرية، وهو عبارة عن صندوق مزركش برسومات ملونة بكل ألوان الطيف وفيه عدة فتحات دائرية، ويغطي الصندوق بزجاجة مكبرة لكي يتسنى للشخص النظر من خلالها داخل الصندوق، وفي داخل الصندوق بكرة على كل طرف يثبت عليها لفة ورق عليها صور تماما مثل وضع الأفلام داخل الكاميرا، ويقوم صاحب الصندوق بلف البكرة لتظهر الصور واحدة تلو الأخرى أمام الناظرين.

## طاقم التمثيل
- شكري سرحان: (أحمد)
- سعاد حسني: (عزيزة)
- عبد المنعم إبراهيم: (الأستاذ حكم - مدرس اللغة العربية)
- عدلي كاسب: (عباس - الجزار)
- وداد حمدي: (زوجة عباس)
- كامل أنور: (متولي)
- إسكندر منسي: (من سكان الحي)
- حسين إسماعيل: (شيال العربة الكارو)
- عبد المنعم إسماعيل
- محسن حسنين
- عبد المنعم بسيوني: (مدرس)
- علي عرابي: (دقدق)
- محمد الحلو
- عبد المنعم سعودي: (خليل)
- سيد العربي: (صبي المعلم عباس)
- كوثر حنفي: (أم زكي - الداية)
- محمد سليمان
- حمدي العشري: (عصعص - صبي المعلم عباس)
- سوزي خيري: (راقصة)
- ليلى يسري: (راقصة)
- محمد طه: (مغني)
- علي المعاون: (المخبر حسنين)
- رشوان مصطفى: (مفتش التموين)
- عمر عفيفي: (الكمسري)

## فريق العمل
- إخراج وسيناريو: طلبة رضوان
- قصة وحوار: أمين يوسف غراب
- مدير التصوير: عبد العزيز فهمي
- مونتاج: حسين أحمد
- موسيقى تصويرية: علي إسماعيل
- إنتاج: السينمائيين المتحدين (عبد العزيز فهمي)
- توزيع: أفلام نهضة الشرق (بول مراديان)